# Estrella FU Orionis
Una estrella FU Orionis o estel FU Orionis, també anomenades objectes FU Orionis (FU Ori), són  estrelles preseqüència principal que mostren un canvi molt acusat de magnitud i tipus espectral. Un exemple il·lustratiu és l'estrella V1057 Cygni, que va arribar a ser 6 magnituds més brillant i el tipus espectral va canviar de DKE a supergegant F. Els prototips d'aquesta classe són: FU Orionis-que dona nom al grup-, V1057 Cygni i V1515 Cygni; recentment s'ha afegit al grup la protoestrella V1647 Orionis, que va entrar en erupció el gener del 2004.
El model actual associa les flamarades de les estrelles FU Orionis a una abrupta transferència de massa des d'un disc d'acreció a una jove estrella T Tauri de baixa massa. La taxa d'acreció per aquests objectes s'estima en:
L'erupció té lloc al llarg de ~ 1 any, però pot ser molt més llarga. La durada d'aquesta fase d'alta lluminositat és de l'ordre de dècades. No obstant això, tot i la seva curta durada relativa, encara no s'ha observat la conclusió d'aquesta fase en un objecte FU Orionis. Comparant el nombre d'esclats FU Ori amb l'índex de formació estel·lar en el veïnatge del Sol, s'estima que una jove estrella mitjana experimenta aproximadament 10-20 erupcions FU Ori en el transcurs de la seva vida.

## Variables confirmades
| Estrella    | Data de l'erupció | Temps característics | Temps característics | Magnituds | Magnituds |
| Estrella    | Data de l'erupció | Creixement (anys)    | Decreixement (anys)  | V (mag)   | K (mag)   |
| ----------- | ----------------- | -------------------- | -------------------- | --------- | --------- |
| FU Orionis  | 1937              | 1                    | 100                  | 8,9       | 5,2       |
| V1057 Cygni | 1970              | 1                    | 10                   | 11,7      | -         |
| V1515 Cygni | 1950              | 20                   | 30                   | 12,4      | 7,4       |
| V1735 Cygni | 1957-1965         | < 8                  | > 20                 | 15,0      | 7,0       |
| V346 Normae | després de 1984   | < 5                  | > 5                  | 16,3      | 7,2       |
| BBW 76      | abans de 1930     | —                    | 40                   | 12,2      | 7,8       |